# Museo de la Yihad
El Museo de la Yihad se encuentra en la capital provincial occidental de Herat en Afganistán. Fue construido en 2010 como un lugar para que los afganos comprendan los conflictos pasados y su historia. Desde su inauguración, el museo ha recibido a muchos visitantes, incluidos congresistas estadounidenses y el comandante adjunto de las fuerzas de la OTAN en Afganistán. El museo busca informar a los visitantes sobre la difícil situación de los muyahidines y educar a los afganos. Es un monumento a los héroes muyahidines que lucharon contra los soviéticos en los años 70 y 80, así como a los afganos que perdieron la vida luchando.

## Arquitectura
El museo está diseñado como una rotonda azul, verde y blanca. En el exterior del edificio hay inscripciones con algunos de los nombres de las víctimas de la guerra, tanto hombres como mujeres. También hay varios poemas, dedicados a los mártires, que cubren la rotonda. Ubicado en un parque en la cima de una colina, está rodeado por un jardín con flores y fuentes.

## Exposiciones
El Museo de la Yihad contiene varias exposiciones que están abiertas continuamente y tratan temas relacionados con las batallas de los muyahidines contra los soviéticos.
- Armas: El museo exhibe armas soviéticas utilizadas durante la guerra, como tanques, un avión de combate, un helicóptero y un lanzacohetes ligero.[2] También hay en exhibición una gran colección de rifles rusos, granadas y minas terrestres de plástico.[1]
- Salón de la fama de los retratos: el salón de la fama de los retratos muestra retratos de más de 60 comandantes que lucharon contra los soviéticos.[3]
- Diorama: utilizando un diorama gráfico, esta exhibición permite a los visitantes ver cómo los aldeanos se levantaron contra los soldados soviéticos. Las etapas de las batallas terminan con una victoria de los muyahidines.
- Mural: El mural está ubicado en una gran sala circular. Están representados los eventos importantes en la historia afgana, incluidas las diferentes etapas del levantamiento de los afganos en 1979 contra el gobierno apoyado por los soviéticos alrededor de Herat.

## Contribución al discurso histórico
Afganistán ha estado en conflicto durante décadas, pero rara vez ha habido un lugar para que los ciudadanos reflexionen sobre los acontecimientos de la guerra y cómo les ha afectado. Como muchos afganos no han recibido una educación formal, no necesariamente saben por qué sus antepasados lucharon contra los soviéticos. Los textos escolares tienden a detenerse en la década de 1970 para no agravar las tensiones. Las exhibiciones representan la brutalidad y los efectos humanos de la guerra a través de murales, diorama e inscripción de nombres que rodean la rotonda. Este mensaje del horror de la guerra impregna el museo. Los creadores tuvieron cuidado de despolitizar las exhibiciones al no representar las batallas yihadistas que siguieron a la guerra con los soviéticos. Los visitantes pueden reflexionar sobre cómo quieren que progrese su historia tras el final de la misión de combate de la OTAN en 2014. 